# Synagogue de Luxembourg

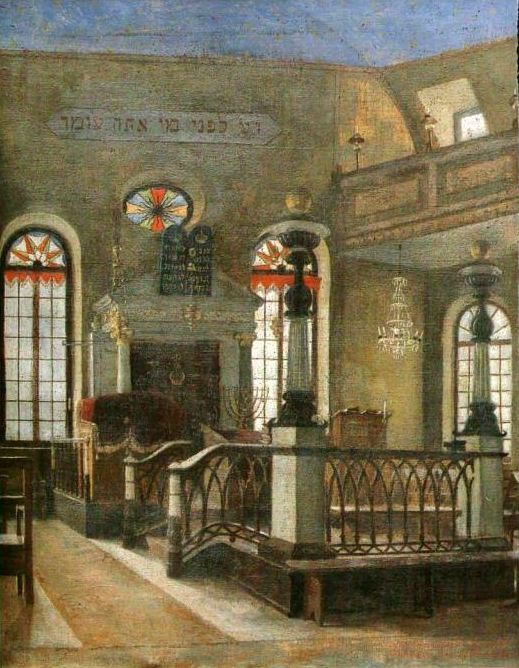
Intérieur de la première synagogue, peinture de Guido Oppenheim.

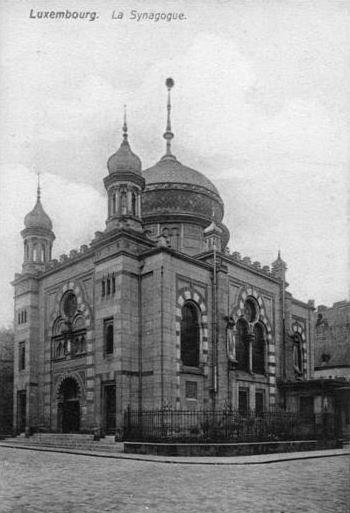
La seconde synagogue (1894-1943).

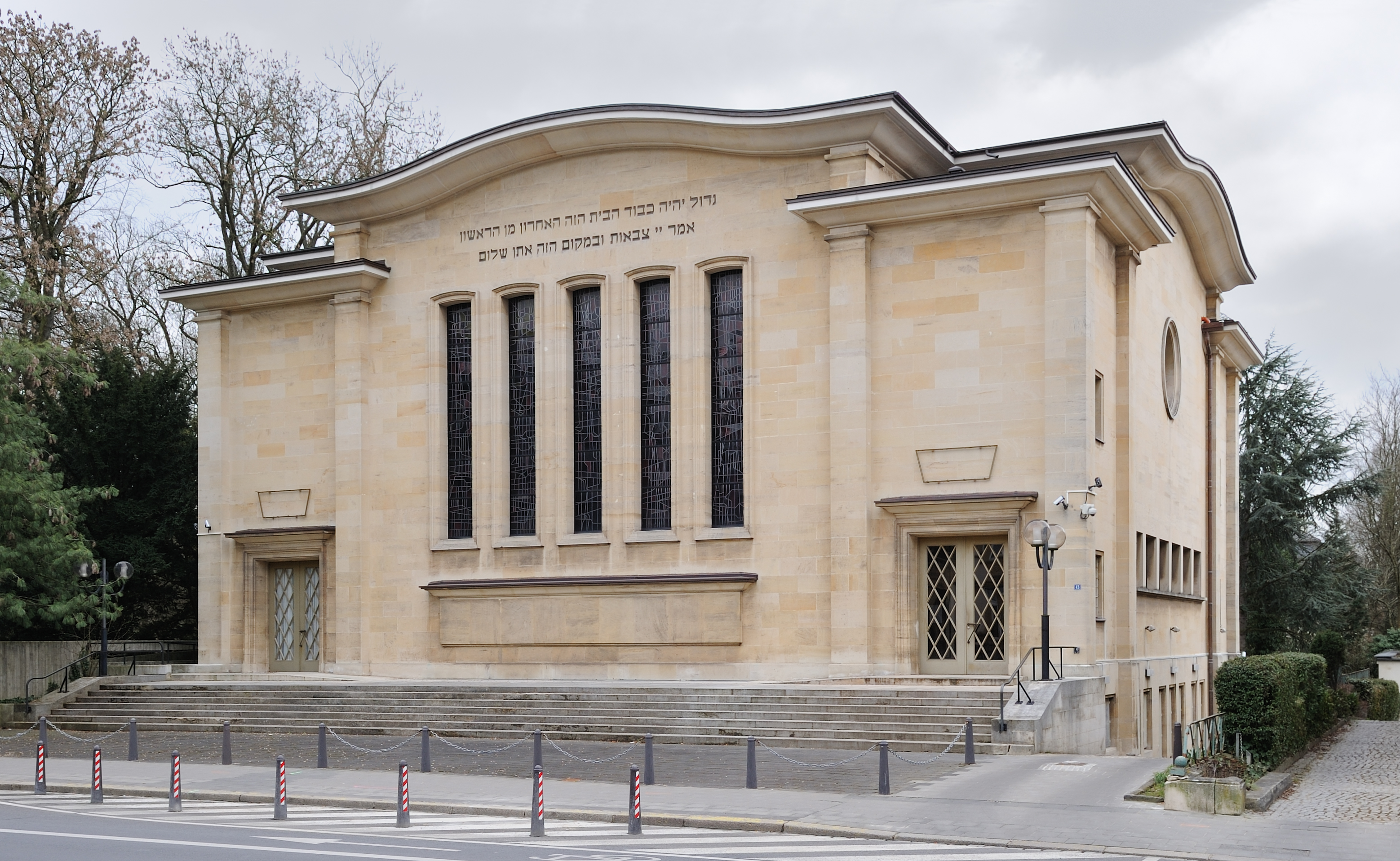
La synagogue actuelle.

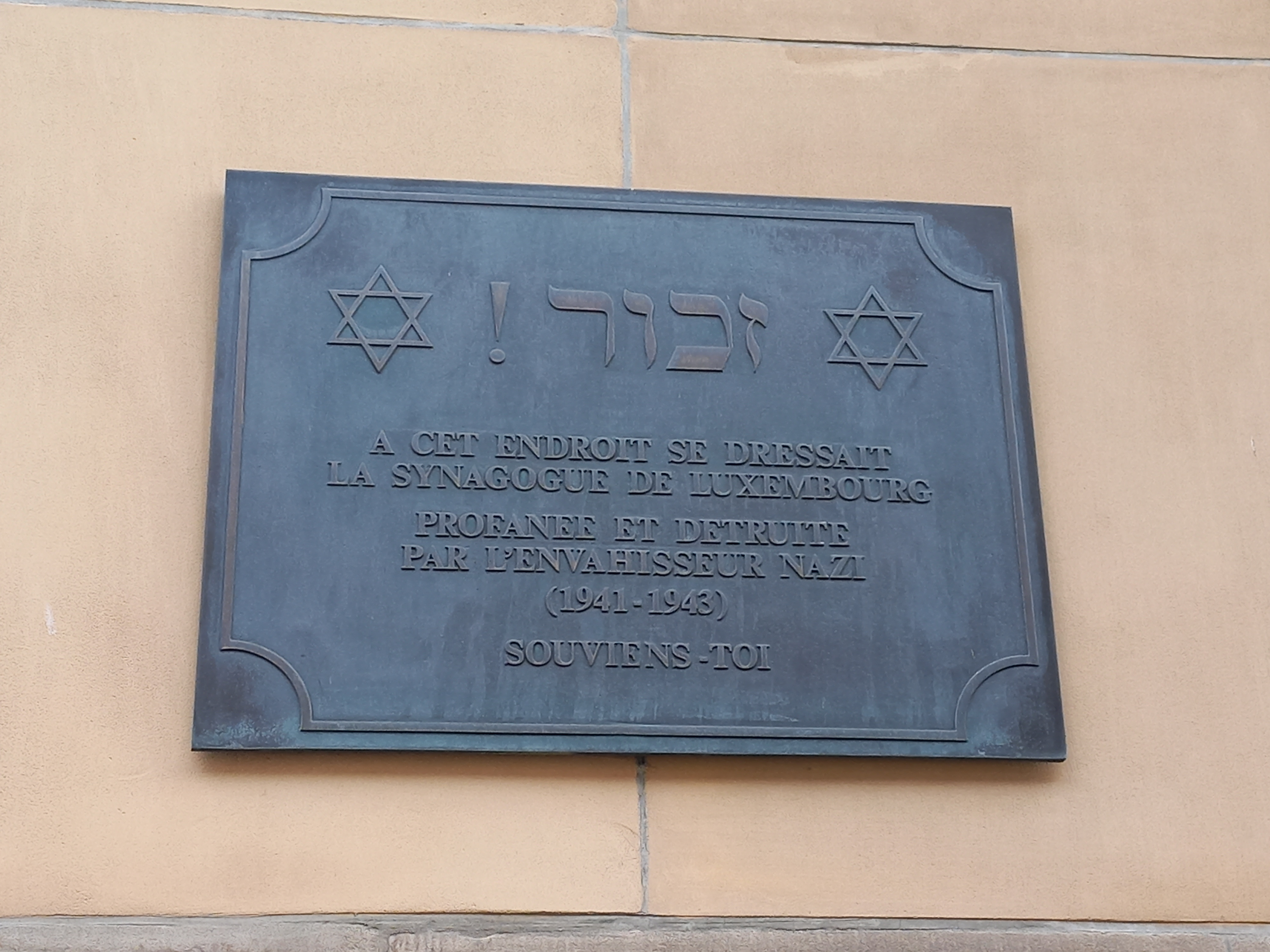
plaque emplacement ancienne synagogue

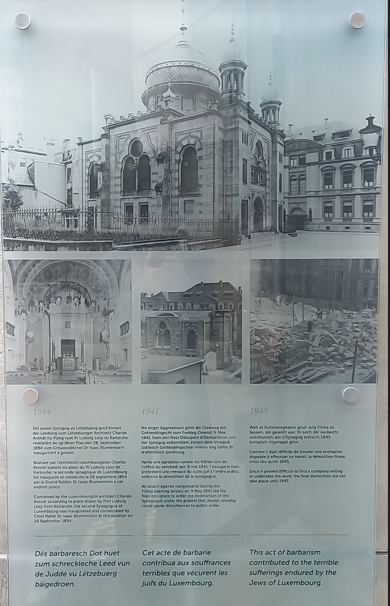
synagogue plaque et histoire

La synagogue de Luxembourg est un monument religieux de la capitale du Luxembourg.

## Histoire

### La première synagogue
La première synagogue de Luxembourg-ville se trouvait rue du Petit-Séminaire (actuelle rue de la Congrégation) et est inaugurée en 1823. Samuel Hirsch était en 1843 le grand rabbin. La synagogue laisse sa place en 1891 à la Congrégation de Notre-Dame. Le mémorial de la déportation juive est situé à cet emplacement depuis le 17 juin 2018.

### La deuxième synagogue
En 1894 la grande synagogue est construite à l'angle des rues Notre-Dame et Aldringen. Les plans ont été conçus par l'architecte allemand Ludwig Levy et Charles Arendt a dirigé sa construction. La synagogue a été construite dans le style mauresque de la synagogue de Florence. Elle comptait 300 places, dont 150 pour les hommes, 120 pour les femmes et 30 pour la chorale et les écoliers. Elle est inaugurée le 28 septembre par le grand rabbin Isaac Blumenstein en présence de membres du gouvernement et du conseil communal. En mai 1941, elle est profanée par la Gestapo et est démolie progressivement jusqu'en 1943, car il devint difficile de trouver une entreprise disposée à entreprendre ce travail,.

### La troisième synagogue
Les plans de la troisième synagogue ont été préparés par les architectes Victor Engels et René Mailliet. Les vitraux de la synagogue sont de Frantz Kinnen.
La première pierre du bâtiment est le 12 juin 1951 posée sur l'avenue Monterey. La synagogue est inaugurée le 28 juin 1953 par le Grand Rabbin Charles Lehrmann en présence du Grand-duc héritier Jean.
En novembre 2018, une plaque commémorative est inaugurée rue Notre-Dame en mémoire de l'ancienne synagogue détruite au cours de la Seconde Guerre mondiale.

## Organisation
| Identité                              | Période          | Période  | Durée                      |
| Identité                              | Début            | Fin      | Durée                      |
| ------------------------------------- | ---------------- | -------- | -------------------------- |
| Samuel Hirsch (en) (1815 - 1889)      | 1843             | 1866     | 23 ans                     |
| Isaac Blumenstein (d) (1843 - 1903)   | 1871             | 1903     | 32 ans                     |
| Samuel Fuchs (d) (1876 - 1928)        | 1904             | 1928     | 24 ans                     |
| Robert Serebrenik (en) (1902 - 1965)  | 1929             | 1946     | 17 ans                     |
| Joseph Kratzenstein (d) (1904 - 1990) | 1946             | 1948     | 2 ans                      |
| Chanan Lehrmann (d) (1905 - 1977)     | 1950             | 1958     | 8 ans                      |
| Emmanuel Bulz (1917 - 1998)           | 1958             | 1990     | 32 ans                     |
| Joseph Sayagh (d) (né en 1949)        | 1er juillet 1990 | En cours | 34 ans, 8 mois et 13 jours |